# Brygady Duchów
Brygady Duchów (tyt. oryg. The Ghost Brigades) – powieść fantastycznonaukowa autorstwa Johna Scalziego, drugi tom cyklu osadzonego w uniwersum Old Man's War. Została wydana 2006 roku, natomiast polskie tłumaczenie ukazało się w 2010 roku.

## Fabuła
Główną bohaterką drugiej części jest Jane Sagan, porucznik sił specjalnych, której ciało zostało stworzone z materiału genetycznego żony bohatera pierwszego tomu cyklu Johna Perry'ego. Siły Obronne Kolonii dowiadują się, że jeden z kluczowych naukowców, mających dostęp do największych tajemnic, Charles Boutin przeszedł na stronę wrogiej rasy obcych i stoi za tworzącym się sojuszem trzech ras, każdej z osobna zbyt słabej aby zagrozić ludzkości, ale wspólnie śmiertelnie groźnych, którego celem jest całkowita jej zagłada. Podczas prowadzonego śledztwa zostaje odnaleziona kopia świadomości Charlesa Boutina. Dowództwo SOK podejmuje próbę umieszczenia jej w ciele specjalnie stworzonego żołnierza sił specjalnych Jareda Diraca, licząc na możliwość przesłuchania samego Boutina. Początkowo wydaje się, że eksperyment się nie powiódł i nowo powstały żołnierz zostaje poddany standardowemu szkoleniu i wcielony do jednostki sił specjalnych pod dowództwem Jane Sagan. Pod wpływem traumatycznych wydarzeń w trakcie jednej z akcji bojowych, pojedyncze wspomnienia Charlesa Boutina, przebiły się do świadomości Jareda Diraca. Pod wpływem specjalnego warunkowania psychologicznego, dochodzi do całkowitego połączenia się obu świadomości. Informacje uzyskane od Jareda Diraca oraz informacje wywiadowcze pozwoliły na ustalenie miejsca pobytu Charlesa Boutina. W wyniku akcji sił specjalnych zostaje odnaleziona córką Boutina Zoë, natomiast Charles Boutin ginie. W nagrodę Jane Sagan otrzymuje propozycję zakończenia służby przed terminem wraz z Johnem Perrym i zamieszkania w jednej kolonii wraz z Zoë Boutin, którą przyjmuje.